# بشت طاوة العليا (بهمئي غرمسيري الجنوبي)
بشت طاوة العلیا (بالفارسية: پشت طاوه علیا) هي قرية تقع في إيران في قسم بهمئي غرمسیري الجنوبي الريفي. يقدر عدد سكانها بـ 88 نسمة بحسب إحصاء 2016.